# Jean Misère
Jean Misère est une chanson écrite par Eugène Pottier en 1880 à la suite de la Commune de Paris. Elle est mise en musique par V. Joannès Delorme.

## Interprètes
Mouloudji sur le disque La Commune en chantant, Collectif. Disque vinyle double LP 33 Tours - AZ STEC LP 89 – Réédition CD 1988 – Disc AZ.